# Andrea Soddu
Andrea Soddu (Nuoro, 18 dicembre 1974) è un politico italiano, sindaco di Nuoro dal 2015 al 2024.

## Biografia
Avvocato civilista, presidente del consorzio "Le strade del vino del Cannonau", è stato candidato a sindaco di Nuoro come indipendente alle amministrative del 2015, a guida di una coalizione apartitica e trasversale composta da cinque liste civiche ("Scegliamo Nuoro", "Ripensiamo Nuoro", "La Base", "La Città in Comune" e "Atene Sarda") con l'appoggio del Partito Sardo d'Azione. È stato eletto sindaco il 14 giugno 2015 al ballottaggio contro il sindaco uscente Alessandro Bianchi del Partito Democratico, ottenendo il 68% delle preferenze degli elettori.
Nell'estate del 2018 si verifica una crisi politica interna alla maggioranza: a livello nazionale il Partito Sardo d'Azione si schiera apertamente su posizioni di destra, appoggiando la Lega di Matteo Salvini. Dopo due mesi di discussioni politiche, il sindaco decide prima di togliere le deleghe agli assessori del Partito Sardo d'Azione, poi di azzerare la giunta comunale riassegnando tutte le deleghe, mentre i sardisti escono dalla maggioranza.
Nel 2019 si avvicina al Partito Democratico e, pur non iscrivendosi formalmente, viene da questo candidato per la Sardegna alle elezioni europee. Nonostante i 69 611 voti ricevuti, primo tra i candidati sardi, non accede al Parlamento europeo.
Alle elezioni amministrative del 2020 è nuovamente candidato alla carica di primo cittadino di Nuoro, supportato da una coalizione civica, ed è riconfermato sindaco al secondo turno superando con il 67% dei voti lo sfidante del centrodestra Pietro Sanna.
In occasione delle elezioni regionali del 2024 si candida nelle liste di Progetto Sardegna di Renato Soru. Tuttavia la coalizione sarda dell’ex governatore non riesce a raggiungere la soglia di sbarramento del 10% e per questo non viene eletto.
Il 16 maggio 2024, in seguito alla mancata approvazione in prima convocazione del bilancio di previsione, rassegna le sue dimissioni.
Il 5 giugno seguente, giorno in cui scadeva il termine per revocare le dimissioni, il consiglio comunale boccia anche in seconda convocazione il bilancio di previsione sancendo così la conclusione definitiva dell’amministrazione Soddu.
Il 12 giugno la Presidente della Regione Alessandra Todde nomina Giovanni Carmelo Pirisi come Commissario straordinario.